# Maria Tore Barbina
Maria Tore Barbina (Udine, 22 luglio 1940 – 28 agosto 2007) è stata una poetessa italiana.
Laureata in lettere classiche, docente di materie letterarie, è stata assistente di letteratura latina e medievale all'Università di Trieste e docente di paleografia latina all'Università di Udine. Ha pubblicato numerosi studi di linguistica, storia e critica letteraria.